# Интлерс, Алдис
Алдис Интлерс (латыш. Aldis Intlers, 24 апреля 1965, Лиепая — 28 августа 1994) — советский и латвийский бобслеист, разгоняющий, выступавший за сборные Советского Союза и Латвии в конце 1980-х — середине 1990-х годов. Будучи членом рижского спортивного общества «Динамо», участник двух зимних Олимпийских игр, бронзовый призёр чемпионата мира.

## Биография
Алдис Интлерс родился 24 апреля 1965 года в городе Лиепая. С детства увлёкся спортом, занимался лёгкой атлетикой, позже решил попробовать себя в бобслее, сразу стал показывать неплохие результаты и в качестве разгоняющего попал в национальную команду СССР, присоединившись к экипажу пилота Яниса Кипурса.
В 1989 году на чемпионате мира в итальянском Кортина-д’Ампеццо они с Кипурсом взяли бронзовые медали, приехав третьими в программе двухместных экипажей — это вторая и последняя награда советских бобслеистов на чемпионатах мира за всю историю команды. Одновременно с этим на европейском первенстве их двойке удалось добраться до седьмого места. После распада Советского Союза Интлерс начал выступать за сборную независимой Латвии, при этом его партнёром на оставшуюся часть карьеры стал титулованный пилот Зинтис Экманис.
Показав в 1992 году неплохие результаты на Кубке мира и выиграв национальное первенство Латвии, Интлерс удостоился права защищать честь страны на Олимпийских играх в Альбервиле. Они с Экманисом пытались пробиться на призовые позиции, но в итоге финишировали лишь шестнадцатыми, как в двойках, так и четвёрках. В 1994 году Интлерс ездил на Олимпийские игры в Лиллехаммер, в зачёте четвёрок его команда не смогла подняться выше тринадцатого места, а в двойках разделила десятую позицию с британцами. 28 августа того же года спортсмен погиб в автокатастрофе.